# Texte sacré

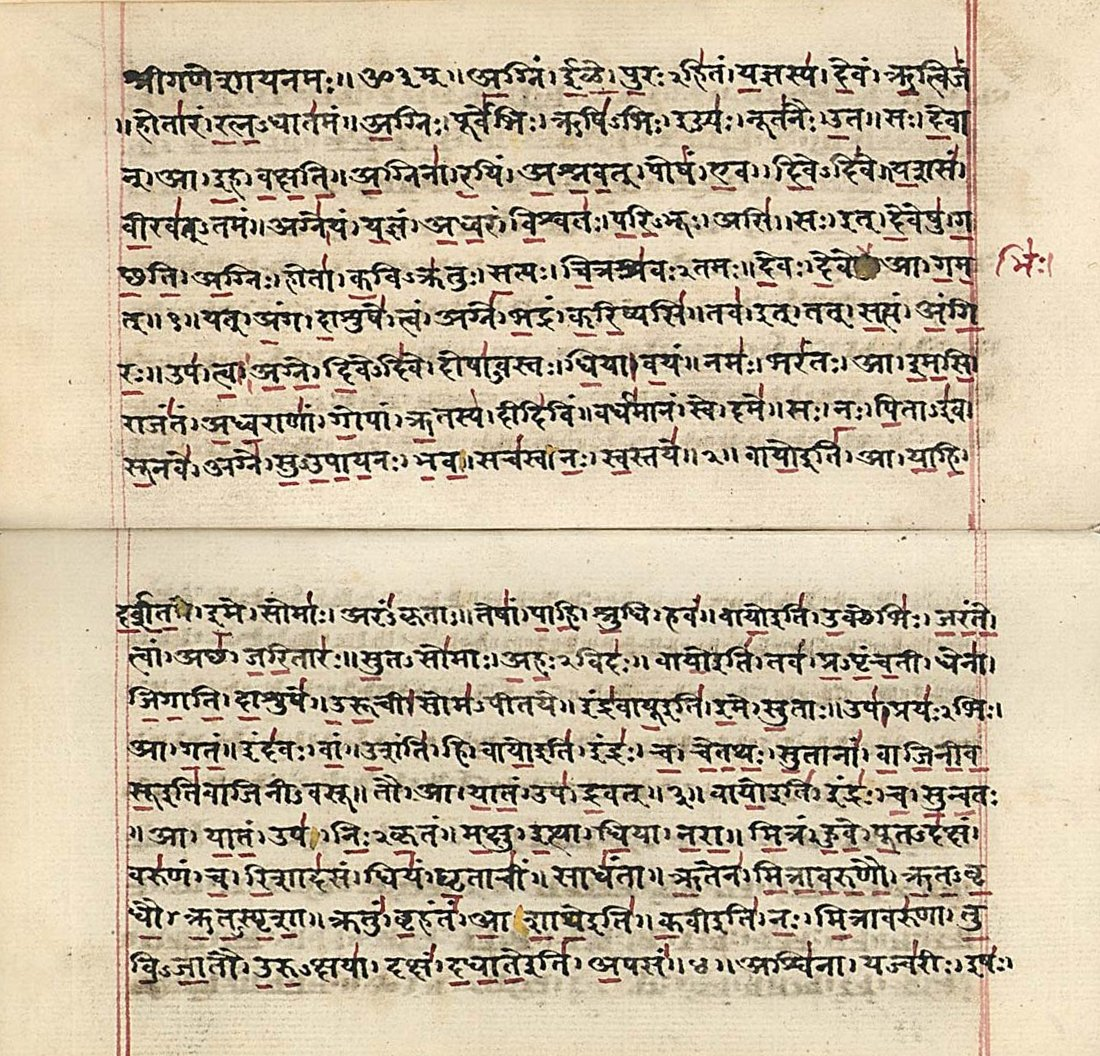
Manuscrit du Rig-Véda en devanāgarī (début du XIXe siècle).

La définition de texte sacré est très large, elle indique simplement qu'un écrit est en relation avec le divin, avec une divinité. Il peut notamment s'agir de textes magiques (magie), mythologiques (mythe), exégétiques, divinatoires, rituels, de prières, de prescriptions. Un ensemble de textes qui forment une unité est un corpus.
La hiérographologie ou hiérologie est l'étude des textes sacrés.
Les supports utilisés pour les textes sacrés varient selon les époques, les besoins et les traditions religieuses, par exemple, les Mésopotamiens écrivaient, notamment, leurs textes sacrés sur des tablettes d'argile, les Égyptiens pouvaient écrire des textes sacrés sur des papyrus ou contre les murs d'un hypogée, le parchemin fut utilisé en Europe comme support.
Un livre sacré est un ensemble de textes qui forment une unité et dont le support est composé de carton ou de papier. Un canon est un ensemble de textes dont le contenu a été arrêté à une époque donnée et qui ne peut plus être modifié.
La Tanakh, la Bible ou le Coran sont des corpus, ils sont aussi devenus des canons. De nos jours, ils sont édités sous forme papier ou électronique.

## Histoire
Le plus vieux texte religieux connu est l'hymne au temple de Kesh (en), tablette d'argile sumérienne qui date de 2600 av. J.C. Le Rig-Véda, collection d'hymnes de l'Inde antique composés en sanskrit védique entre 1500 et 900 av. J.-C. est probablement le plus ancien texte religieux toujours utilisé.

## Liste de textes sacrés
- Avesta (zoroastrisme)
- Évangile (christianisme)
- Coran (Islam)
- Dao de jing (Tao Tö King) (taoïsme)
- Edda poétique (mythologie nordique)
- Entretiens de Confucius (confucianisme)
- Guru Granth Sahib / Adi Granth (sikhisme)
- Kitab-i-Aqdas (bahaïsme)
- Livre de Mormon, Perle de grand prix, Doctrine et Alliances, Livre d'Abraham (Église de Jésus-Christ des saints des derniers jours)
- Livre des Ombres (Wicca)
- Torah (judaïsme)
- Tripitaka (bouddhisme)
- Véda (hindouisme)
- Zabur (sabéisme)